# دیژون
دیژون (به فرانسوی: Dijon) مرکز دپارتمان کوت دور واقع در ایالت بورگوین فرانسه است. این شهر به خطوط راه‌آهن فرانسه متصل شده‌است و جز شهرهای بزرگ فرانسه است. این شهر در شرق کشور فرانسه قرار دارد.
محمدعلی جمال‌زاده، نویسنده‌ی ایرانی مدّتی در این شهر اقامت داشت.

## نگارخانه

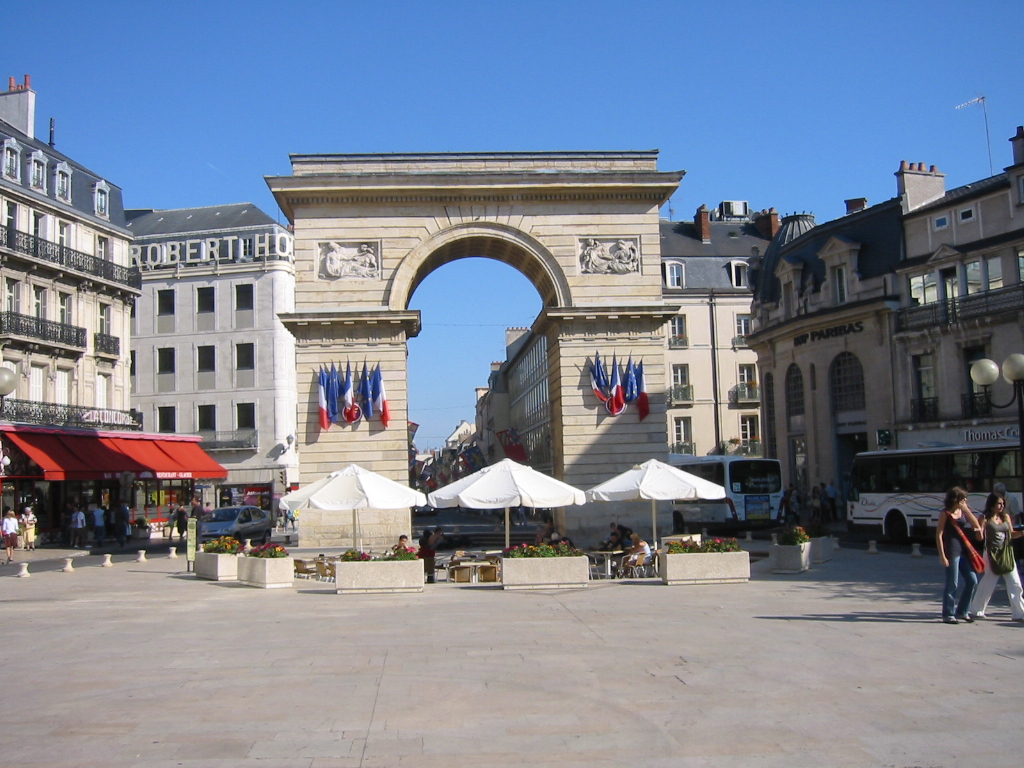
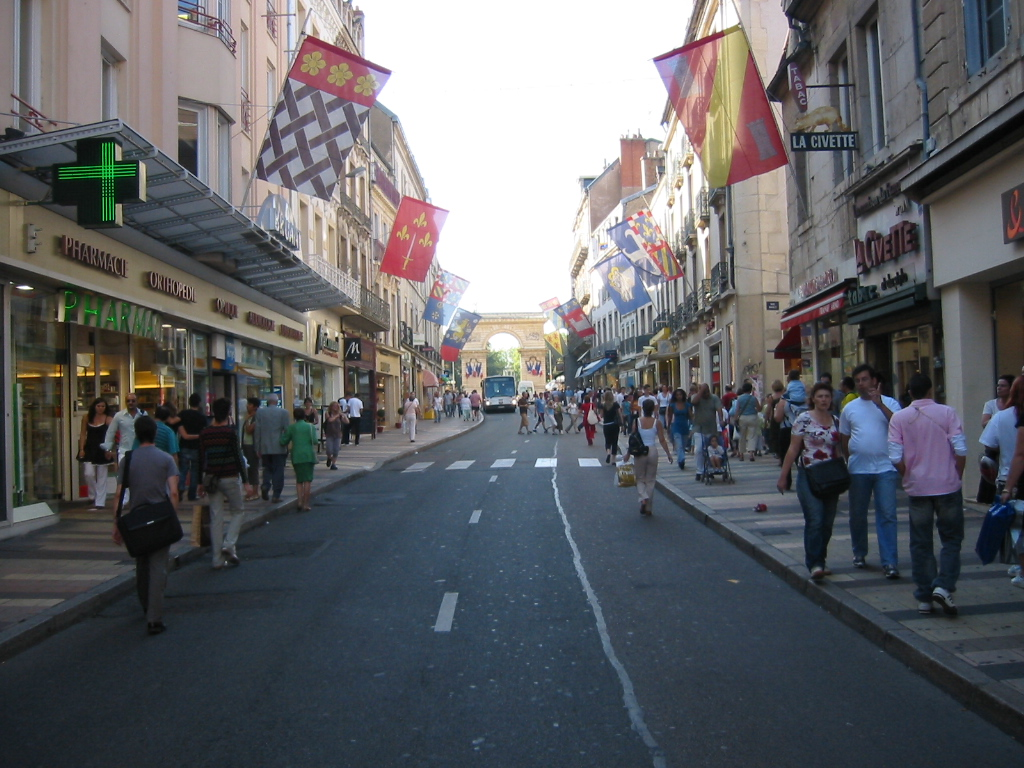
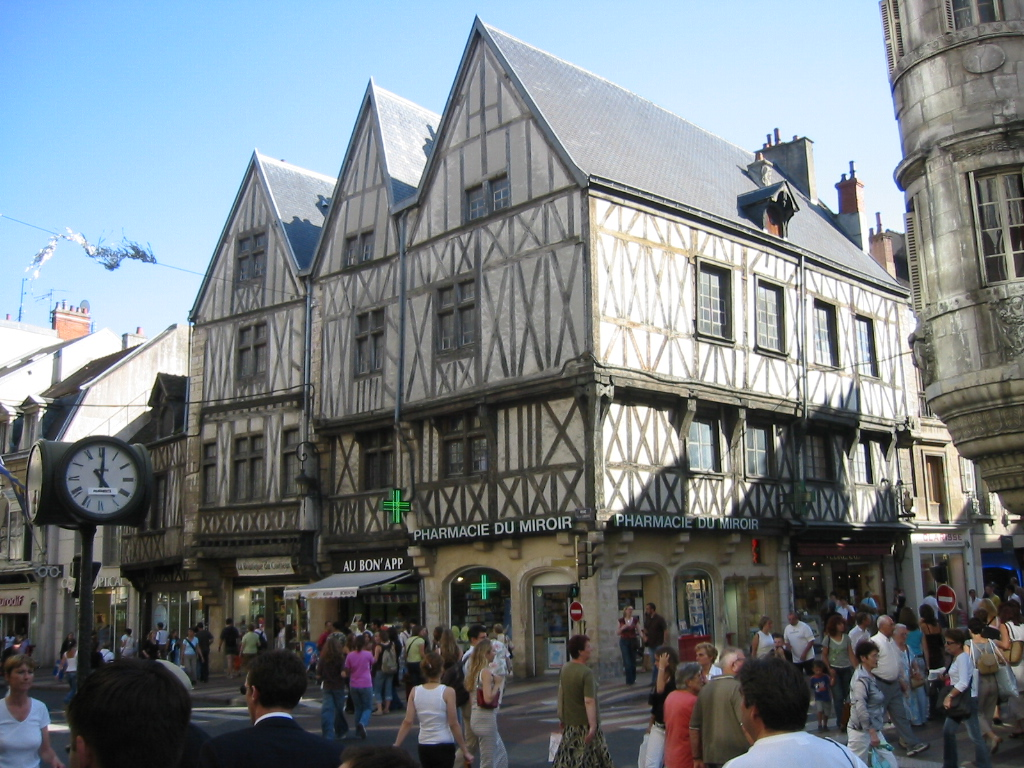
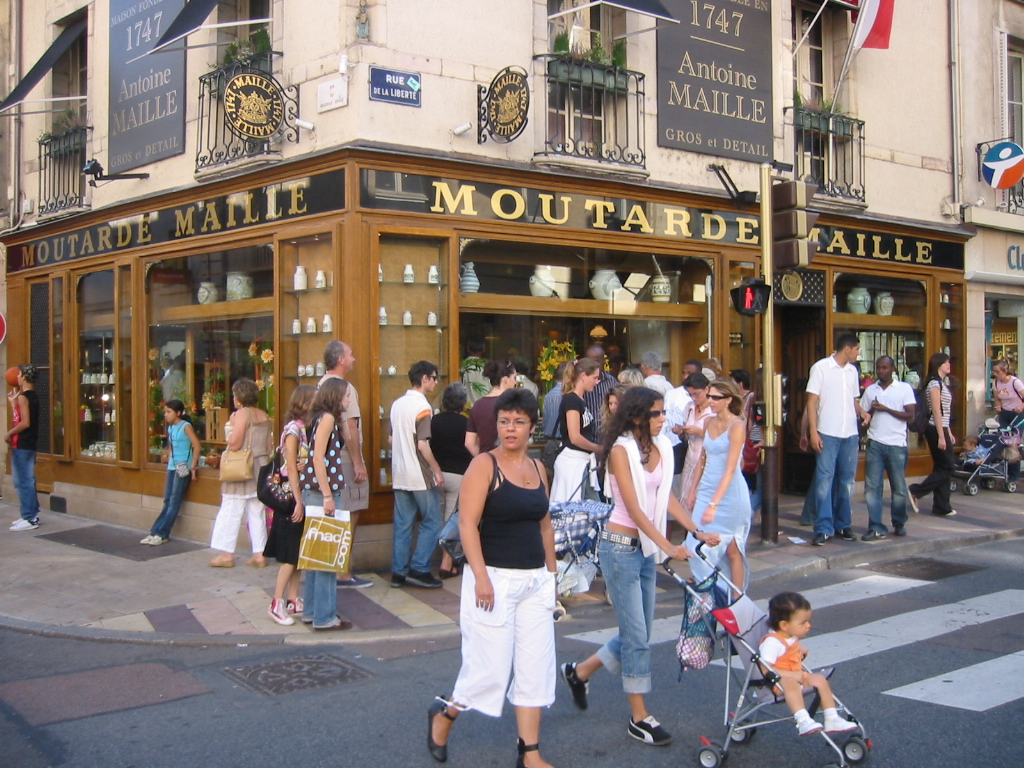
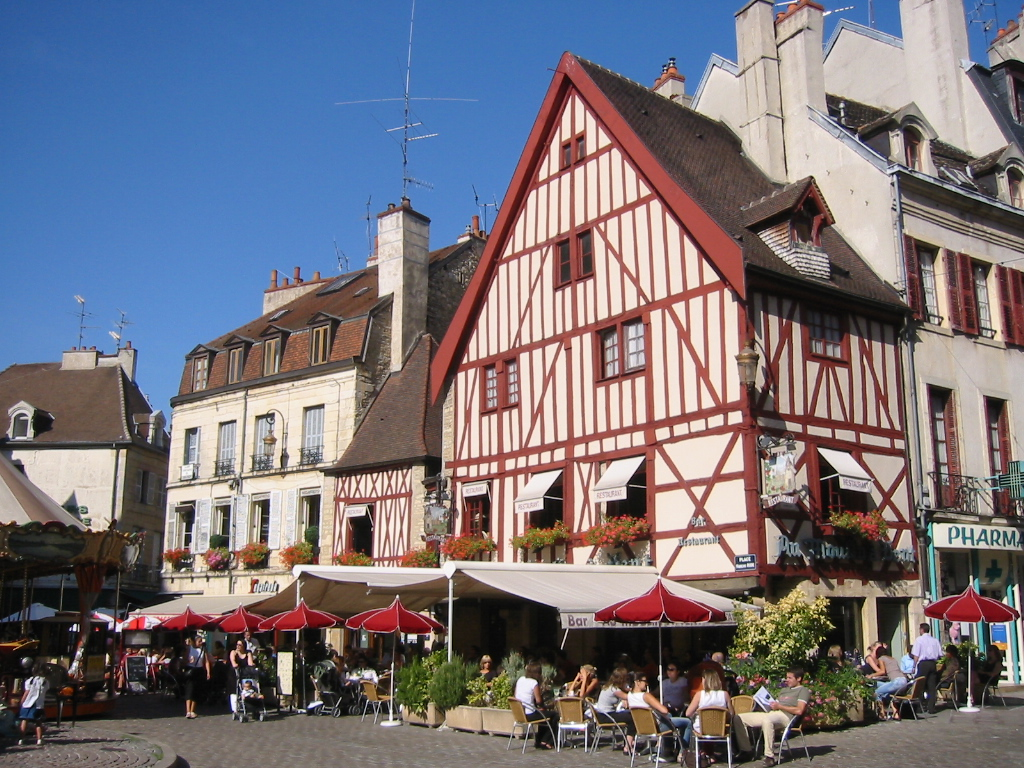
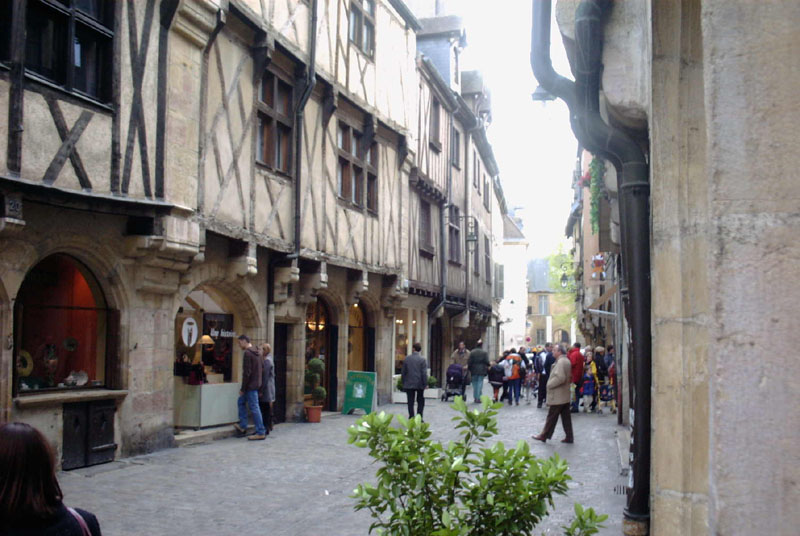
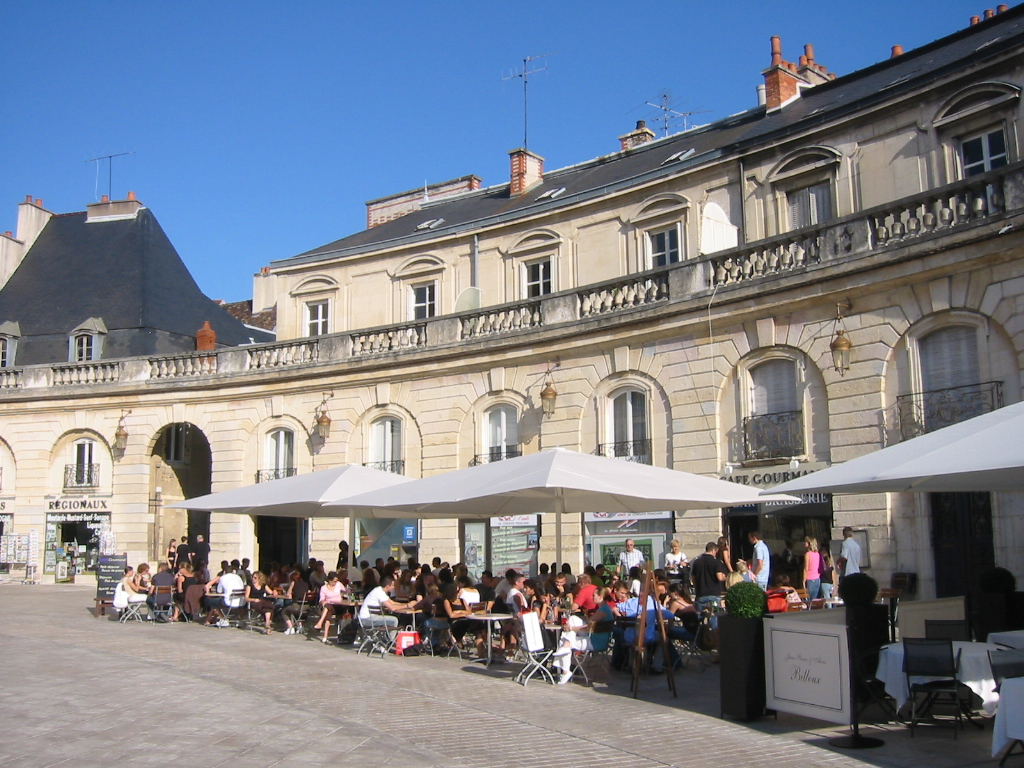
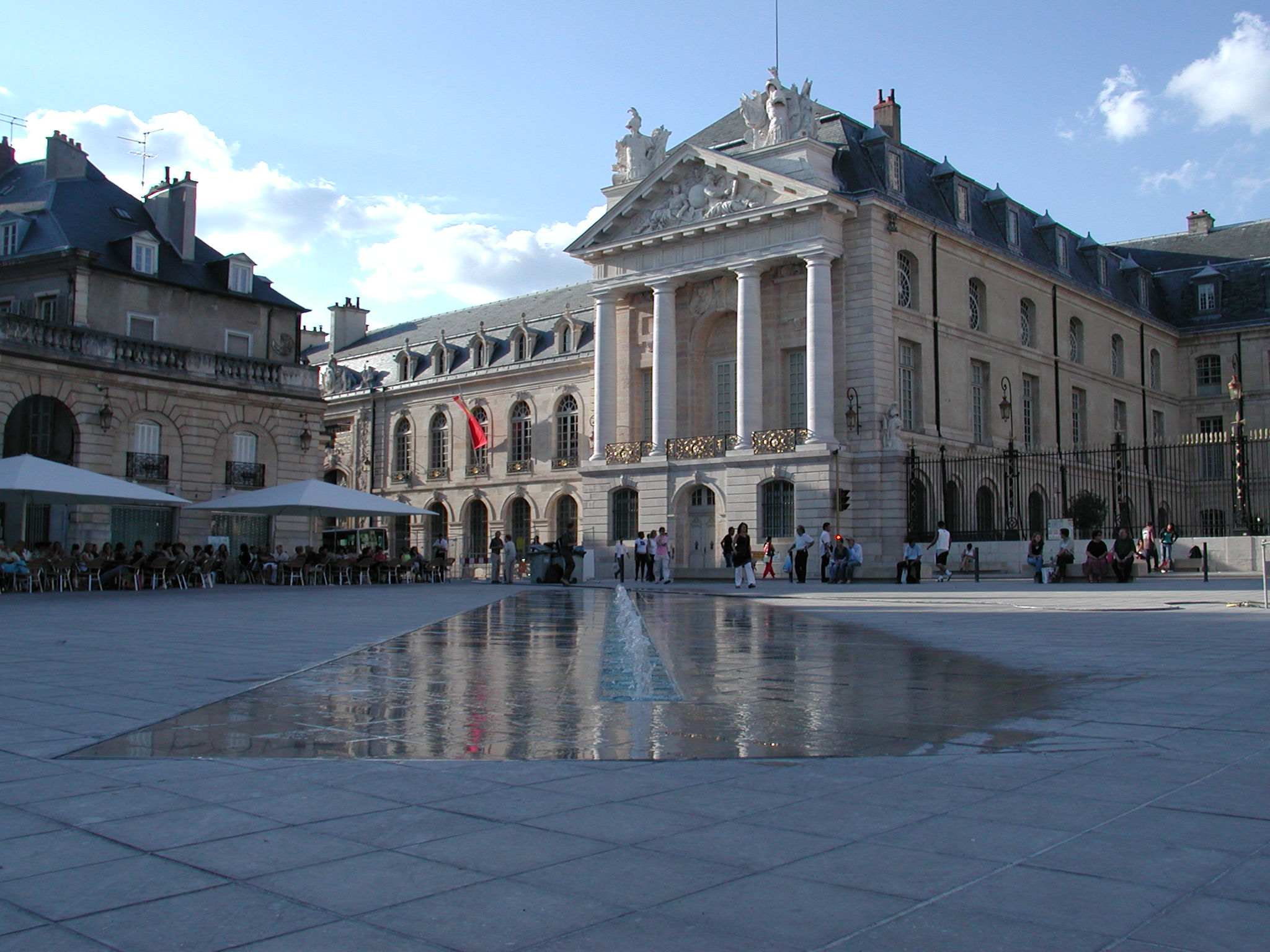
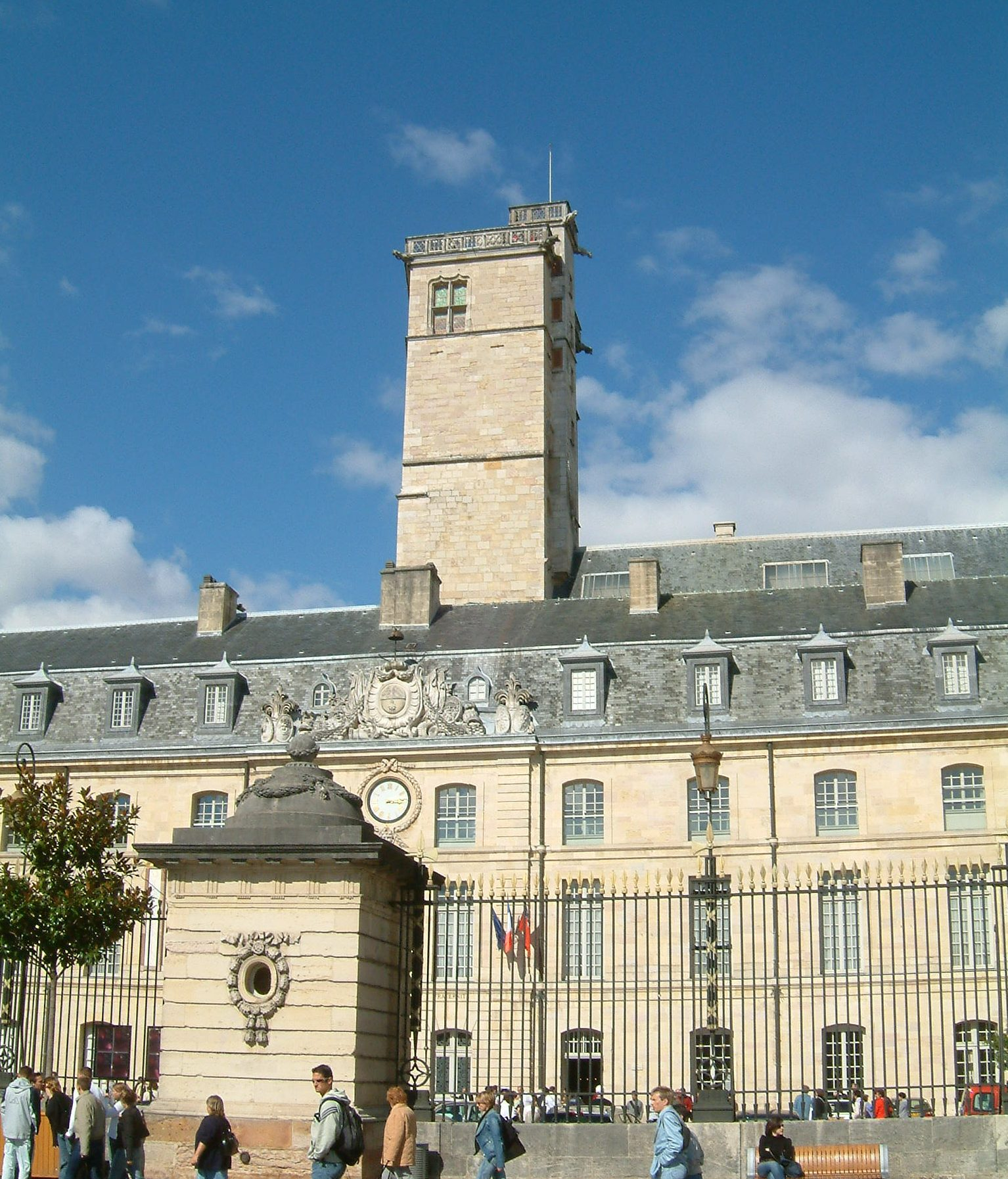
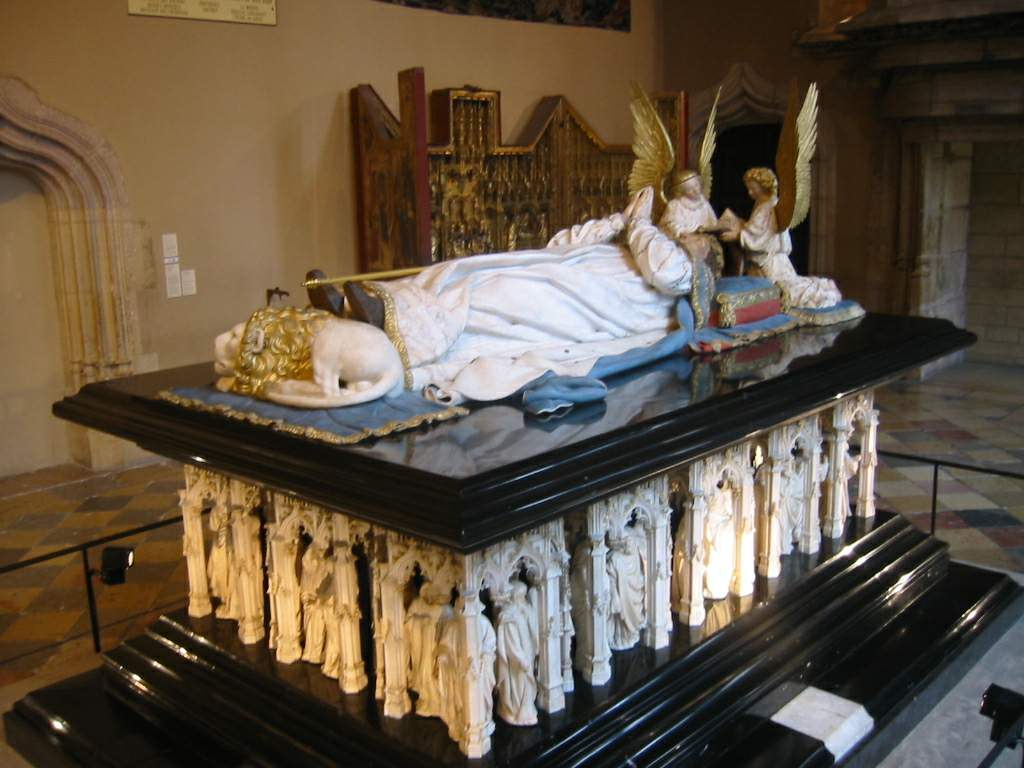
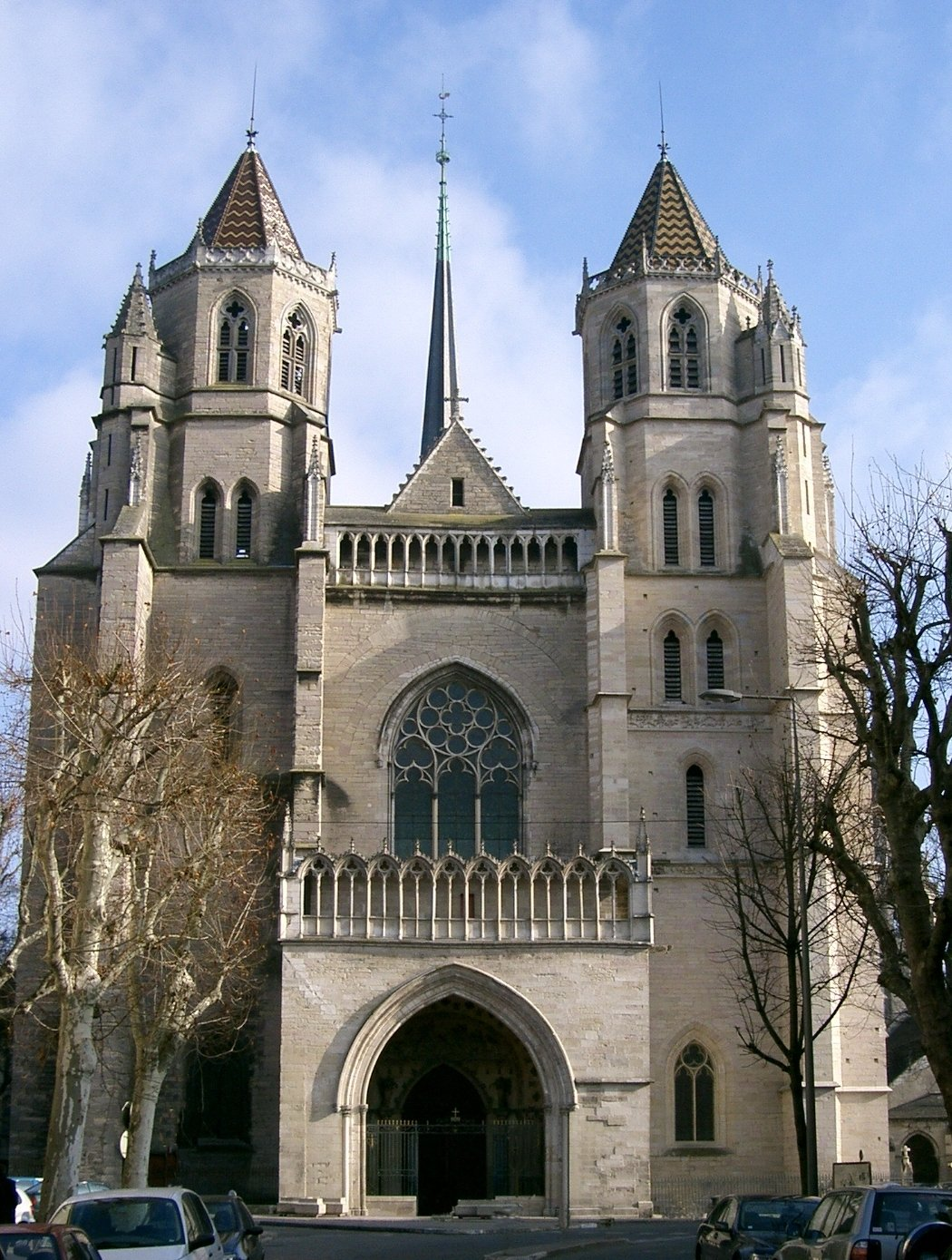
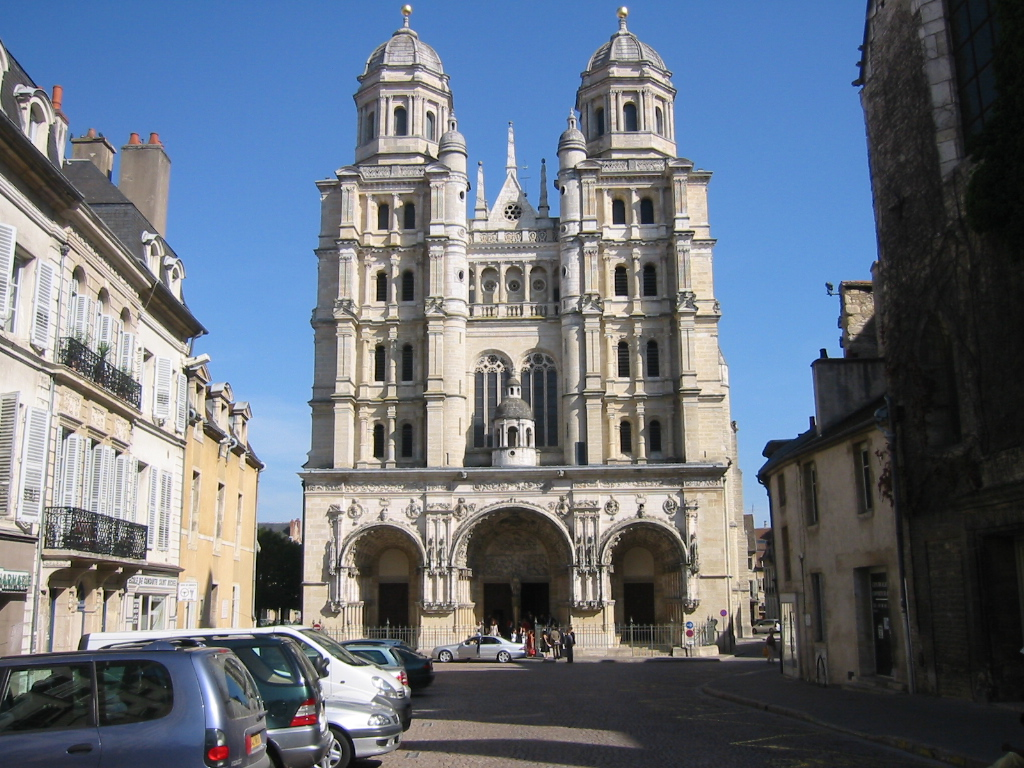
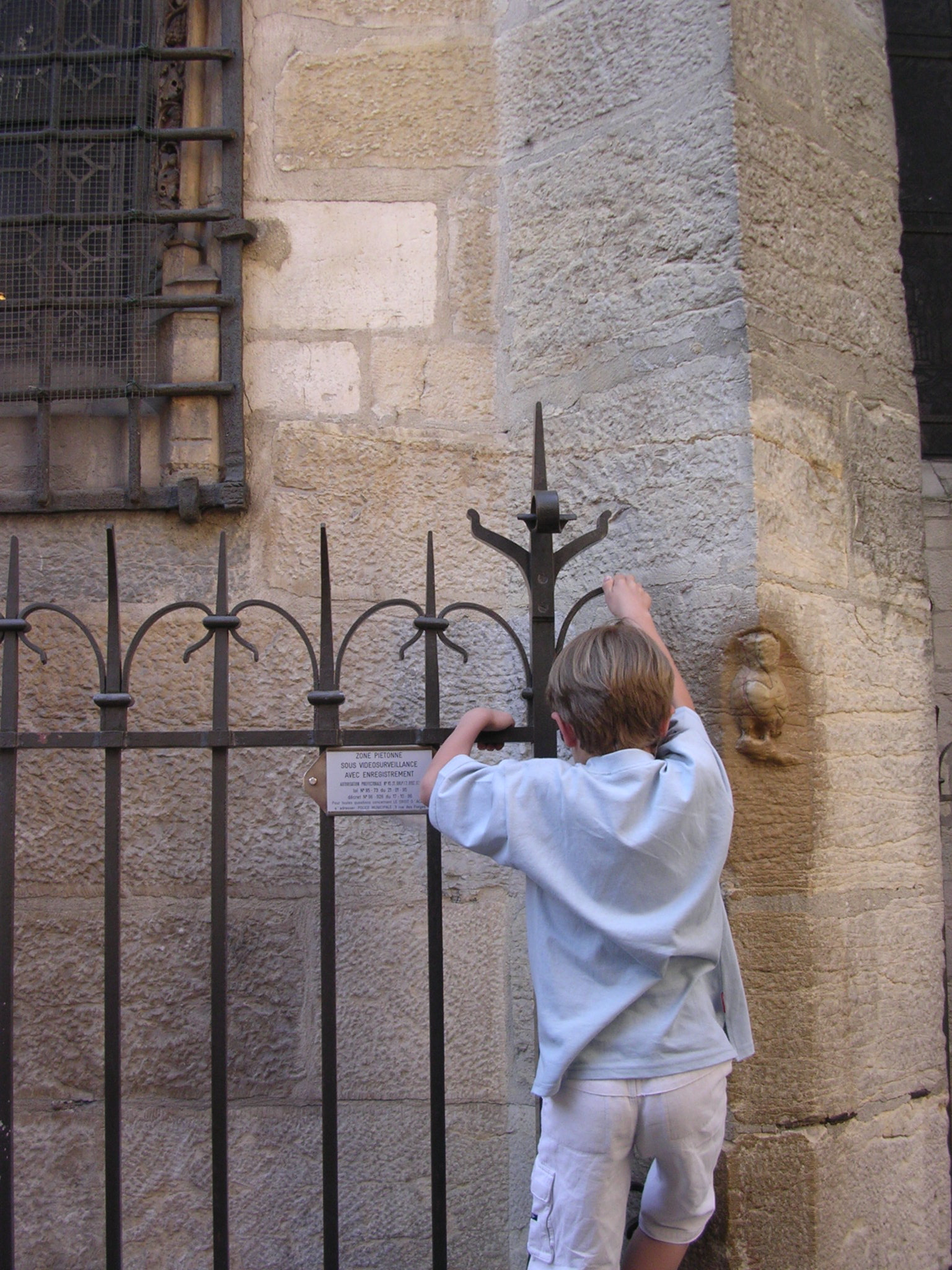